# 員潭溪
員潭溪為一位於台灣北部之縣市管河川，幹流長度6.20公里，流域面積22.33平方公里，分佈於新北市金山區、萬里區。主流上游為貢寮溪，發源於萬里區雙興里礦嘴山東側山谷，先向東南流，經荖寮湖、大坪崙，於大坪轉向東北，後再轉北流，經二坪尾、蔴竹腳、員潭子，於頂社（頂寮）轉向西北流，經大埔、下社（下寮），最終於金山區水尾漁港注入東海。

## 水系主要河川
以下由下游至源頭列出水系主要河川，其中粗體字為主流河道。
- 員潭溪：新北市金山區、萬里區
  - 萬里磺溪：新北市萬里區
    - 清水溪：新北市萬里區

  - 貢寮溪：新北市萬里區